# 吉田敏明
吉田 敏明（よしだ としあき、1954年10月2日 - ）は、日本のバレーボール指導者。山形県山形市出身。

## 来歴
山形六中時代にバレーボールを始め、全国制覇（6人制）。
山形南高校、順天堂大学を経て、筑波大学大学院でコーチ学を学ぶ。
修士課程終了後の1979年に渡米。アリー・セリンジャー監督の元、アメリカ女子代表アシスタントコーチを務める。
帰国後の1982年、日立の監督に就任。日本リーグで優勝。その後、1983年4月から東京学芸大学の助教授に就任し、その傍ら女子バレー部監督を務める。
1998年に渡米し、再びアメリカ女子代表コーチに就任。
シドニーオリンピック後、日本人として初めてとなるアメリカ女子代表監督に就任。2002年世界選手権で銀メダル、2003年ワールドカップ銅メダルに導き、アテネオリンピック後に退任。2001年から2004年までの在職期間中にアメリカ女子代表をFIVBランキング1位へ導いた。
2005年4月からは、びわこ成蹊スポーツ大学教授を務める。
2006年、地元のパイオニアレッドウィングス監督に就任。3年間同チームを率い、2009年5月に退任。
2009年7月、V・チャレンジリーグ（当時Vリーグ2部）の上尾メディックス（現・埼玉上尾メディックス）の監督に就任。後に自身も上尾市に引っ越した。5シーズンかけて2014年にチームをV・プレミアリーグ（当時Vリーグ1部）昇格に導き、2014/15V・プレミアリーグ、2019-20V1リーグ(V.LEAGUE DIVISION1)でチームを3位に導いた。2020年6月、監督を退任。
2023年、中国の遼寧省女子代表監督に就任。

## 指導歴
- アメリカ女子代表コーチ（1979-1982年）
- 日立ベルフィーユ監督（1982-1983年）
- 東京学芸大学監督（1983-1998年）
- アメリカ女子代表コーチ（1998-2000年）
- アメリカ女子代表監督（2001-2004年）
- パイオニアレッドウィングス監督（2006-2009年）
- 埼玉上尾メディックス監督（2009-2020年）
- 東京REDHEARTS監督（2021-2023年）
- 遼寧省女子代表監督（2023-）